# Dario Caviezel
Pour les articles homonymes, voir Caviezel.
Dario Caviezel, né le 12 juillet 1995 à Coire, est un snowboarder suisse. Spécialiste des disciplines parallèles (slalom parallèle et slalom géant parallèle), il évolue au niveau mondial depuis décembre 2012. Il participe aux jeux olympiques de PyeongChang en 2018, et termine à la troisième place du classement slalom parallèle en 2019.

## Biographie
Issu d’une famille de skieurs à Lenzerheide, Dario Caviezel préfère le snowboard qu’il pratique dès l’âge de trois ans.
Il fait ses premiers pas sur les circuits FIS et européen en 2010 (à l’âge de 15 ans), avant de prendre son premier départ de coupe du monde à Carezza le 21 décembre 2012 pour le géant parallèle. C’est au même endroit qu’il monte pour la première fois sur un podium mondial, cinq ans plus tard (le 14 décembre 2017) et toujours en géant parallèle. 
Il participe en février 2018 à ses premiers jeux olympiques à PyeongChang où il signe la vingt-deuxième place du slalom géant parallèle. En janvier 2019, il franchit une nouvelle étape en montant sur la seconde marche d'un podium mondial, en slalom parallèle cette fois. Avec deux autres podiums dont une nouvelle seconde place en slalom parallèle par équipe avec Patrizia Kummer, il réalise sa meilleur saison et se hisse à la troisième place du classement de coupe du monde de slalom parallèle,.

## Palmarès

### Jeux olympiques
Dario Caviezel a participé aux jeux olympiques de PyongChang en 2018 et de jeux olympiques de Pékin en 2022 avec une quatorzième place comme meilleur résultat.
| Édition / Épreuve   | Slalom géant parallèle |
| ------------------- | ---------------------- |
| JO 2018 PyeongChang | 22e                    |
| JO 2022 Pékin       | 14e                    |

### Championnats du monde
- Championnats du monde 2023 à Bakouriani (Géorgie) :
  -  Médaille d'argent en slalom géant parallèle.
  -  Médaille de bronze en slalom parallèle par équipes.

### Coupe du monde
- Meilleur classement de coupe du monde :
  - Troisième en slalom parallèle en 2019 avec 1 870 points ;
  - Dixième en slalom géant parallèle en 2017 avec 1 514 points[a] ;
  - Huitième du classement général des épreuves parallèle en 2017 avec 2 524 points[b].
- 10 podiums dont 3 victoires.

#### Résultats détaillés
| Saison / Épreuve | Saison / Épreuve | Parallèle (total) | Parallèle (total) | Géant parallèle | Géant parallèle | Slalom parallèle | Slalom parallèle |
| ---------------- | ---------------- | ----------------- | ----------------- | --------------- | --------------- | ---------------- | ---------------- |
| Saison / Épreuve | Saison / Épreuve | Class.            | Points            | Class.          | Points          | Class.           | Points           |
| 2013             | 2013             | 72e               | 19                | 60e             | 19              | -                | -                |
| 2014             | 2014             | 49e               | 89                | 46e             | 52              | 51e              | 38               |
| 2015             | 2015             | 54e               | 39                | 52e             | 19              | 57e              | 20               |
| 2016             | 2016             | 31e               | 463               | 24e             | 288             | 35e              | 175              |
| 2017             | 2017             | 8e                | 2524              | 10e             | 1514            | 9e               | 1010             |
| 2018             | 2018             | 20e               | 2002,9            | 17e             | 1574,9          | 19e              | 428              |
| 2019             | 2019             | 11e               | 3079,4            | 20e             | 1209,4          | 3e               | 1870             |

#### Détails des victoires
| Épreuve / Édition | Slalom parallèle | Slalom géant parallèle |
| ----------------- | ---------------- | ---------------------- |
| 2021-2022         |                  | Cortina d'Ampezzo      |
| 2022-2023         | Bansko           |                        |
| 2024-2025         |                  | Bansko                 |

### Championnats du monde junior
| Épreuve / Édition      | Valmalenco 2011 | Sierra Nevada 2012 | Erzurum 2013 | Chiesa in Valmalenco 2014 | Yabuli 2015 |
| ---------------------- | --------------- | ------------------ | ------------ | ------------------------- | ----------- |
| slalom géant parallèle | 31e             | 8e                 | 15e          | 6e                        | Argent      |
| Slalom parallèle       | 22e             | 5e                 | 12e          | 6e                        | 4e          |

### Championnat de Suisse
- Vice-champion de Suisse de slalom parallèle en 2015 et 2016.